# Bulbkil

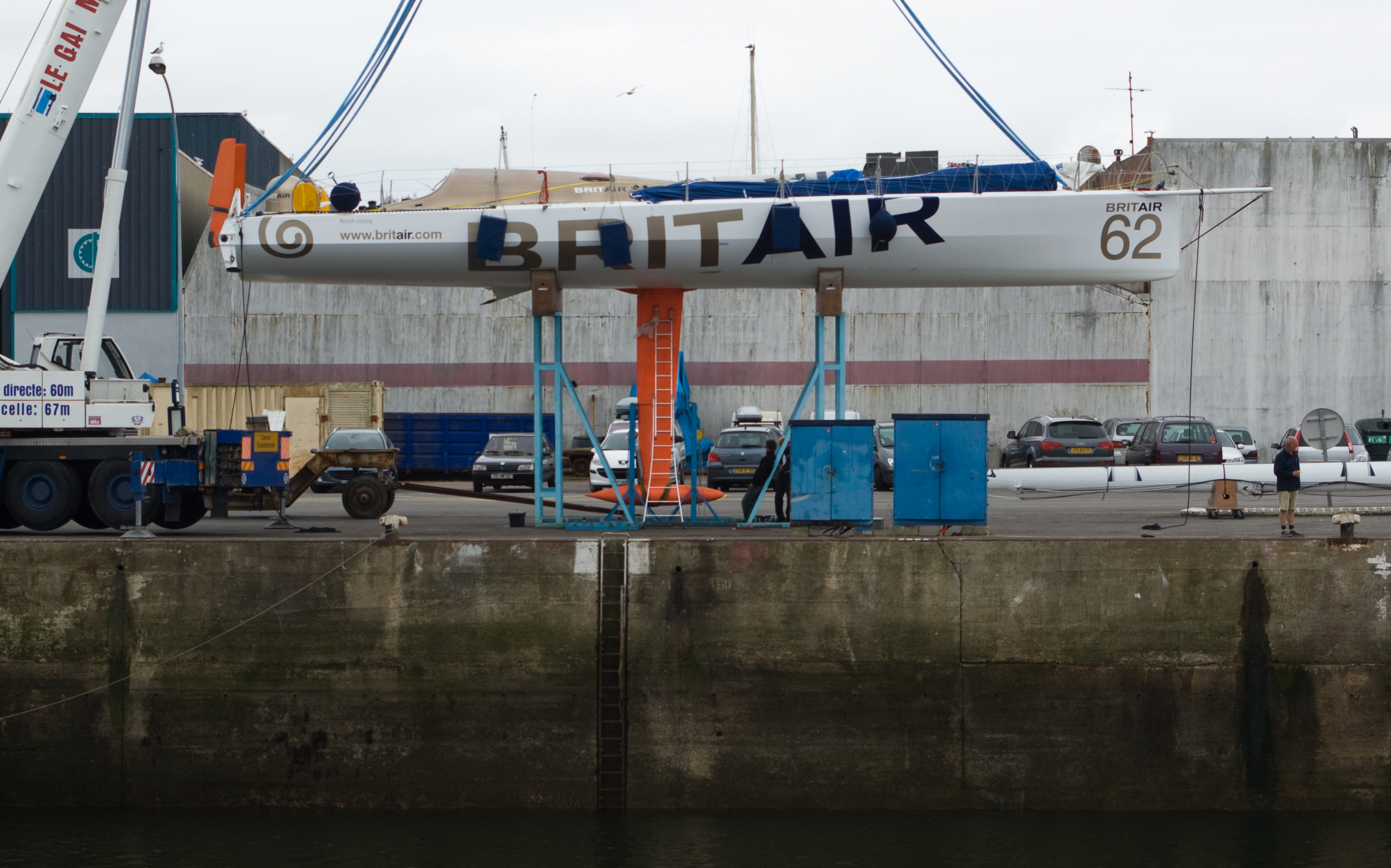
Bulbkil (pomarańczowa część)

Bulbkil – stała, smukła płetwa balastowa wystająca głęboko w głąb wody z dna jachtu i obciążona na końcu dużym balastem o charakterystycznym kształcie.
Zadaniem bulbkilu jest zwiększenie stateczności jednostki (poprzez balast), oraz sterowności (poprzez zwiększenie oporu bocznego części podwodnej).
Bulbkil jest stosowany na dużych, ale płytkich jachtach z dość płaskim dnem. Płetwa bulbkilu odróżnia się od dna jachtu w sposób wyraźny, przypominając wąski, wydłużony miecz. Na końcu płetwy znajduje się balast bryłowy mogący mieć kształt pękatego cygara, bomby lotniczej, kropli wody itp. Bryła ta może posiadać także dodatkowe stateczniki przypominające płetwy lub skrzydełka.
Istnieją również inne rozwiązania stałych płetw, podobne do bulbkilu. Są to:
- finkil czyli balast płetwowy, w którym cała płetwa jest wykonana z ciężkiego materiału i spełnia funkcję balastu. Finkil wystaje w głąb wody płycej niż bulbkil i biegnie na większej długości stępki, a jego przejście w kształt dna jachtu może być nawet dość łagodne.
- falszkil czyli płetwa zintegrowana z kształtem kadłuba, która biegnie pod prawie całym dnem jednostki, ale ma jeszcze krótszą wysokość niż finkil.

Natomiast płetwa analogiczna do powyższych rozwiązań, ale ruchoma (można ją wciągnąć do wnętrza kadłuba) to miecz.
Ze wszystkich powyższych rozwiązań bulbkil jest najwydajniejszy w dużych jachtach regatowych stanowiąc przeciwwagę dla ich, często ogromnego, ożaglowania. Czasami razem z bulbkilem są stosowane także niewielkie płetwy z przodu lub tyłu jednostki w celu kompensacji dryfu. Balast bryłowy na największych regatowych jachtach oceanicznych może ważyć nawet kilkanaście ton.
Pierwszy raz tego typu balast zastosował amerykański konstruktor jachtów Nathaniel Green Herreshoff (1848-1938) jeszcze w XIX wieku na jachcie "Bubble". Balast ten zwisał na długiej płycie z brązu grubości 9 mm. Jednak zastosowanie współczesnych monumentalnych bulbkilów możliwe było dopiero po upowszechnieniu się laminatów oraz włókien węglowych.